# Panchrysia
Panchrysia là một chi bướm đêm thuộc họ Noctuidae.

## Loài
- Panchrysia deaurata Esper, 1787
- Panchrysia dives Eversmann, 1844
- Panchrysia ornata Bremer, 1864
- Panchrysia tibetensis Chou & Lu, 1982
- Panchrysia v-argenteum Esper, 1794